# Республіка Македонія на зимових Олімпійських іграх 1998
Республіка Македонія на зимових Олімпійських іграх 1998 представлена трьома спортсменами (2 чоловіками і 1 жінкою) у трьох дисциплінах двох видів спорту (гірськолижний спорт та лижні перегони). Прапороносцем на церемонії відкриття був гірськолижник Гьоко Дінескі.
Це були перші зимові і другі загалом в історії (першими були літні Олімпійські ігри 1996 року) Олімпійські ігри, на яких Республіка Македонія була представлена окремою командою. Жодної медалі македонським атлетам здобути не вдалося. Найкращого результату в команді досягла Яна Ніколовська — вона була 33-ю у змаганнях жінок зі слалому-гіганту.

## Спортсмени
| Вид спорту          | Чоловіки | Жінки | Всього |
| ------------------- | -------- | ----- | ------ |
| Гірськолижний спорт | 1        | 0     | 1      |
| Лижні перегони      | 1        | 1     | 2      |
| Усього              | 2        | 1     | 3      |

## Гірськолижний спорт
| Спортсмен              | Дисципліна                   | Спуск 1 | Спуск 2 | Разом   | Місце |
| ---------------------- | ---------------------------- | ------- | ------- | ------- | ----- |
| Александар Стояновські | гігантський слалом, чоловіки | 1:31.83 | 1:29.34 | 3:01.17 | 36    |
| Яна Ніколовська        | гігантський слалом, жінки    | 1:38.14 | 1:51.83 | 3:29.97 | 33    |

## Лижні перегони
| Спортсмен     | Дисципліна                       | Фінал   | Фінал |
| Спортсмен     | Дисципліна                       | Час     | Місце |
| ------------- | -------------------------------- | ------- | ----- |
| Гьоко Дінескі | 10 км класичним стилем, чоловіки | 39:39.3 | 91    |